# Fucus vesiculosus
Fucus vesiculosus (sargazo vejigoso o sargazo vesiculoso) es un alga marina encontrada en las costas del mar del Norte,  mar Báltico (costa oeste), océano Atlántico y Pacífico. Es un alga muy variable. Puede crecer hasta 1 m de largo y se la reconoce fácilmente por las vesículas llenas de gas nitrógeno, en pares a ambos lados de la nervadura central.
Ascophyllum nodosum también tiene vesículas de aire, pero no están en pares sino en serie. Ambas especies son comunes en muchas playas gallegas o de las islas británicas.

## Ciclo vital
Las grandes algas pardas tienen ciclos de vida similares. En la madurez, se forman cuerpos reproductivos en conceptáculos situados en el interior de receptáculos que se forman cerca de las puntas de las ramas. En estos conceptáculos se producen oogonios y anteridios y después de la meiosis son liberados. Después de la fecundación, el zigoto se desarrolla, se instala y crece para formar la planta en forma de esporófito diploide.
La gran fase vegetativa es diploide y gametofítica. La meiosis se produce durante la formación de los gametos. Los óvulos se forman en las plantas femeninas en conceptáculos incrustados en los receptáculos. Los espermatozoides y los óvulos son liberados de los conceptáculos. Una vez fecundado, el zigoto se asienta y crece hasta formar el nuevo gametófito diploide.

## Distribución
La especie es común especialmente en las costas protegidas desde los niveles medios litorales a los bajos intermareales. Es rara en las costas expuestas donde cualquier espécimen pueden ser corto, retrasado en el crecimiento y sin vesículas de gas. Se encuentran  en las costas atlánticas de Europa: Mar Báltico, Groenlandia, Azores, islas Canarias y Madeira.  Es una de las algas más comunes de las costas de las islas británicas. En la costa atlántica de América del Norte desde la isla de Ellesmere y la bahía de Hudson a Carolina del Norte.

## Usos médicos y nutricionales

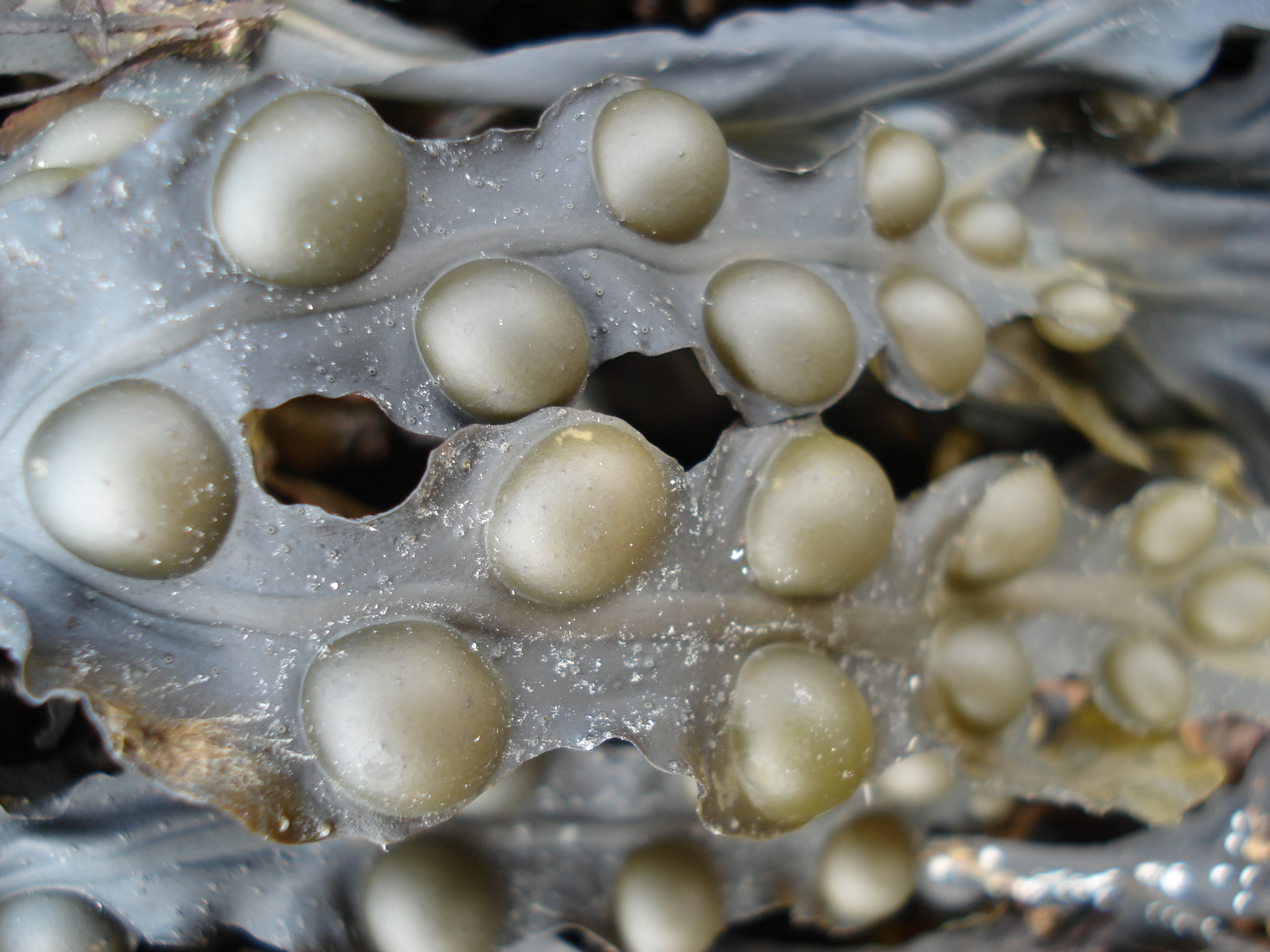
Vista de las vesículas.

Fucus vesiculosus  es una importante fuente de yodo, elemento descubierto en 1812 y usado para tratar el bocio, enfermedad de la glándula tiroidea debida a la deficiencia de dicho elemento. En la década de 1860, con el uso del sargazo como estimulante tiroideo, se notó que frenaba también la obesidad por el incremento del metabolismo basal, por lo que se lo agregó a la lista de remedios para la pérdida de peso. 
Es conocida por sus propiedades anticelulíticas y antiobesidad. Es de uso alimentario en Japón, usado como aditivo y saborizador en varios productos. El sargazo es ingerido, integrado en tabletas o polvos, como suplemento nutricional, y también en infusión. A veces se lo encuentra como kelp, pero es otra alga de mar. Debe sus propiedades a varios principios activos: ácido algínico, otros mucílagos: la fucoidina, la laminarina y diversos carotenoides (factores provitamínicos). Tiene aceites esenciales y vitaminas A, B1, C, E y pequeñas cantidades de B12; sales minerales, especialmente iodo, potasio, bromo, sodio, magnesio, hierro, manganeso, calcio, cloro, fósforo, fucosa, azufre, selenio, zinc y silicio; proteínas y lípidos. Se utiliza el talo del alga.
Es recomendada por el Dr. Peter J. D'Adamo en su libro "Los Grupos Sanguíneos y la Alimentación" por contener fucosa, uno de los elementos principales para la producción del antígeno de la sangre del grupo 0 y, por consiguiente, también es buena para el resto ya que el 0 es donante universal. 
Coadyuva en dietas restringidas de adelgazamiento. Los mucílagos ocupan el estómago, dando sensación de saciedad (absorbente capaz de absorber 5 veces su peso en agua, al llegar al estómago, aumenta su volumen y produce el efecto saciante). Aumenta la masa fecal, es un laxante mecánico.
Los constituyentes primarios químicos de esta alga incluyen:  mucílago, algina, manitol, beta-caroteno, zeaxantina, iodo, bromo, potasio, aceites volátiles, y muchos minerales.

## Taxonomía
Fucus vesiculosus fue descrita por Carlos Linneo

## Nombres comunes
- encima de mar[7]